# Kanyabayonga
Kanyabayonga ist eine Stadt in der Provinz Nord-Kivu im Osten der Demokratischen Republik Kongo.

## Geographie
Kanyabayonga liegt an der Grenze der beiden Territorien Lubero und Rutshuru.

## Jüngere Geschichte
Am 28. Juni 2024 erreichte die Bewegung 23. März (M23) nach Kämpfen die Kontrolle über die Stadt. Zu dem Zeitpunkt hatte diese etwa 65.000 Einwohner.

## Verkehr
Durch Kanyabayonga verläuft die Nationalstraße 2, die Richtung Süden unter anderem an Rutshuru sowie den beiden Provinzhauptstädten Bukavu und Goma vorbeiführt. Weiter Richtung Norden führt die Straße über Kirumba, Lubero und Butembo nach Beni.